# Willy Bandholz
Willy Bandholz (Schenefeld, 28 luglio 1912 – Rimini, 29 gennaio 1999) è stato un pallamanista tedesco.

## Palmarès

### Olimpiadi
- Oro a Berlino 1936 nella pallamano.